# Garrison (Kentucky)
Garrison – jednostka osadnicza w Stanach Zjednoczonych, w stanie Kentucky, w hrabstwie Lewis.